# Makedonska Prva Liga (baloncesto)
La Makedonska Prva Liga (en macedonio: Македонска прва лига) es la máxima competición profesional de baloncesto de Macedonia del Norte. Fue creada en el año 1992, y en la actualidad la disputan 8 equipos. El campeón actual es el MZT Aerodrom, que consiguió en 2016 su quinto título de liga.

## Historia
Antes de la independencia de Macedonia en 1991, los equipos macedonios competían en la Liga de la República de Macedonia, disputando los mejores equipos macedonios la Liga Yugoslava de Baloncesto, organizada por la Federación de Baloncesto de Yugoslavia. La Makedonska Prva Liga seguía las mismas reglas que la Liga de la República de Macedonia, uniéndose a ella los mejores equipos macedonios a nivel federal (MZT y Rabotnički), lo que llevó a la liga a convertirse en la 1.ª división de baloncesto de Macedonia.

## Formato
Se disputan un total de 28 partidos de liga regular, jugando cada equipo contra el otro 4 veces (2 idas y 2 vueltas). Los dos primeros clasificados de la liga regular se clasifican directamente para las semifinales de los play-offs. Los cuartos de final (al mejor de 3 partidos) los juegan los equipos clasificados del 3.º al 6.º puesto, de la siguiente manera:
- Partido 1: 4.º contra 5.º
- Partido 2: 3.º contra 6.º

Los ganadores de los cruces de cuartos se enfrentan en semifinales (al mejor de 5 partidos) a los dos primeros clasificados de la liga regular, quedando el emparejamiento de la siguiente forma:
- Partido 3: 1.º liga regular contra ganador Partido 1
- Partido 4: 2.º liga regular contra ganador Partido 2

Los ganadores de las semifinales se enfrentan en la final al mejor de 5 partidos, para determinar el campeón de la Prva Liga. El último clasificado de la liga regular desciende a la Vtora Liga, de la que asciende el campeón.

## Equipos 2018/19
| Equipo          | Ciudad    | Pabellón                       | Colores | Entrenador          |
| --------------- | --------- | ------------------------------ | ------- | ------------------- |
| AV Ohrid        | Ohrid     | Biljanini Izvori               |         | Petar Čočoroski     |
| Blokotehna      | Gevgelija | Sportska Sala Blokotehna       |         | Marjan Ilievski     |
| Feni Industries | Kavadarci | Jasmin                         |         | Ljupčo Malinkov     |
| Gostivar 2015   | Gostivar  | Mladost Gostivar               |         | Marjan Srbinovski   |
| Karpoš Sokoli   | Skopje    | Boris Trajkovski Sports Center |         | Mihail Naumovski    |
| Kožuv           | Gevgelija | 26-ti April                    |         | Pavle Nikolov       |
| Kumanovo 2009   | Kumanovo  | Sports Hall Kumanovo           |         | Aleksandar Petrović |
| MZT Skopje      | Skopje    | Jane Sandanski Arena           |         | Gjorgji Kočov       |
| Pelister        | Bitola    | Sports Hall Mladost            |         | Zoran Petkovski     |
| Rabotnički      | Skopje    | Gradski Park                   |         | Marin Dokuzovski    |
| Shkupi          | Skopje    | Šaban Trstena                  |         | Enver Miftari       |
| Vardar          | Skopje    | Kale                           |         | Darko Radulović     |

|  | Equipos que participaron en la 2017-18 ABA League Second Division             |
|  | Equipos que participaron en la 2017-18 Balkan International Basketball League |
|  | Equipos que participaron en la Liga de Campeones de Baloncesto 2017-18        |
|  | Equipos que participaron en la ABA Liga 2017-18                               |
|  | Equipos que participaron en la Copa Europea de la FIBA 2017-18                |

## Palmarés
| Temporada | Campeón             | Serie | Subcampeón          | MVP                           |
| 1992-93   | Godel Rabotnički    | 3 - 2 | MZT Aerodrom Hepos  |                               |
| 1993-94   | Godel Rabotnički    | 3 - 2 | Kočani Delikates    |                               |
| 1994-95   | Godel Rabotnički    | 3 - 2 | Kočani Delikates    |                               |
| 1995-96   | Godel Rabotnički    | 3 - 0 | MZT Aerodrom        |                               |
| 1996-97   | Godel Rabotnički    | 4 - 1 | Žito Vardar         |                               |
| 1997-98   | Godel Rabotnički    | 3 - 2 | MZT Boss Aerodrom   |                               |
| 1998-99   | Godel Rabotnički    | 3 - 2 | MZT Boss Aerodrom   |                               |
| 1999-00   | Nikolfert           | 3 - 2 | Godel Rabotnički    |                               |
| 2000-01   | Feršped Rabotnički  | 3 - 0 | MZT Aerodrom 2000   | Gjorgji Čekovski (1)          |
| 2001-02   | Feršped Rabotnički  | 4 - 2 | Kumanovo            | Gjorgji Čekovski (2)          |
| 2002-03   | Feršped Rabotnički  | 4 - 0 | Polo Trejd          |                               |
| 2003-04   | Feršped Rabotnički  | 4 - 1 | MZT Aerodrom        | Todor Gečevski (1)            |
| 2004-05   | Feršped Rabotnički  | 4 - 2 | Vardar Osiguruvanje | Toni Simić                    |
| 2005-06   | Feršped Rabotnički  | 4 - 1 | Vardar Osiguruvanje | Dime Tasovski (1)             |
| 2006-07   | Strumica 2005       | 4 - 1 | Feršped Rabotnički  | Zlatko Gocevski               |
| 2007-08   | Feni Industries     | 4 - 3 | Strumica 2005       | Donald Cole                   |
| 2008-09   | Rabotnički          | 4 - 2 | Feni Industries     | Dime Tasovski (2)             |
| 2009-10   | Feni Industries     | 4 - 3 | Vardar Osiguruvanje | Damjan Stojanovski (1)        |
| 2010-11   | Feni Industries     | 4 - 1 | Rabotnički          | Vojdan Stojanovski            |
| 2011-12   | MZT Skopje Aerodrom | 4 - 1 | Feni Industries     | Todor Gečevski (2)            |
| 2012-13   | MZT Skopje Aerodrom | 4 - 0 | Kozuv               | Gjorgji Čekovski (3)          |
| 2013-14   | MZT Skopje Aerodrom | 3 - 1 | Rabotnički          | Damjan Stojanovski (2)        |
| 2014-15   | MZT Skopje Aerodrom | 3 - 0 | Kumanovo            | Marko Simonovski Sead Šehović |
| 2015-16   | MZT Skopje Aerodrom | 3 - 1 | Kumanovo            | Damjan Stojanovski (3)        |
| 2016–17   | MZT Skopje Aerodrom | 3 - 2 | Karpoš Sokoli       | Charlon Kloof                 |
| 2017–18   | Rabotnički          | 3 - 0 | MZT Skopje Aerodrom | Russell Robinson              |
| 2018–19   | MZT Skopje Aerodrom | 3 - 0 | Rabotnički          | Damjan Stojanovski (4)        |

## Títulos por club
| Club                   | Títulos | Años Campeón                                                                             | Finalista | Años Subcampeón                          |
| ---------------------- | ------- | ---------------------------------------------------------------------------------------- | --------- | ---------------------------------------- |
| KK Rabotnički          | 15      | 1993, 1994, 1995, 1996, 1997, 1998, 1999, 2001, 2002, 2003, 2004, 2005, 2006, 2009, 2018 | 5         | 2000, 2007, 2011, 2014, 2019             |
| KK MZT Skopje          | 7       | 2012, 2013, 2014, 2015, 2016, 2017, 2019                                                 | 7         | 1993, 1996, 1998, 1999, 2001, 2004, 2018 |
| KK Feni Industries     | 3       | 2008, 2010, 2011                                                                         | 2         | 2009, 2012                               |
| KK Strumica 2005       | 1       | 2007                                                                                     | 2         | 2003, 2008                               |
| KK Nikol Fert Gostivar | 1       | 2000                                                                                     | -         | -                                        |
| KK Kumanovo            | -       | -                                                                                        | 3         | 2002, 2015, 2016                         |
| KK Vardar              | -       | -                                                                                        | 2         | 2005, 2006                               |
| KK Kočani Delikates    | -       | -                                                                                        | 2         | 1994, 1995                               |
| KK Kozuv               | -       | -                                                                                        | 1         | 2013                                     |
| KK Vardar Osiguruvanje | -       | -                                                                                        | 1         | 2010                                     |
| KK Žito Vardar         | -       | -                                                                                        | 1         | 1997                                     |
| Karpoš Sokoli          | -       | -                                                                                        | 1         | 2017                                     |

## MVP de la Temporada
| Año  | Nombre y Equipo                     |
| ---- | ----------------------------------- |
| 2004 | Aleksandar Dimitrovski (Rabotnički) |
| 2007 | Zlatko Gečevski (Strumica 2005)     |
| 2008 | Donald Cole (Feni Industries)       |
| 2011 | Dušan Knežević (Feni Industries)    |
| 2012 | Todor Gečevski (MZT Aerodrom)       |
| 2013 | Damjan Stojanovski (MZT Aerodrom)   |
| 2014 | Stefan Sinovec (MZT Aerodrom)       |
| 2015 | Gjorgji Čekovski (Rabotnički)       |
| 2016 | Karlo Vragović (Feni Industries)    |